# ATP Champions Tour 2014

Das Logo der ATP Champions Tour 2014

Im Folgenden werden die Turniere der Herrentennis-Saison 2014 (ATP Champions Tour) dargestellt. Sie wird wie die ATP World Tour und die ATP Challenger Tour von der Association of Tennis Professionals organisiert.

## Turnierplan
In der Saison 2014 finden folgende Turniere statt:
| Datum           | Ort           | Turnier                                | Belag1        | Sieger            | Zweiter             | Dritter                   | Vierter                   |
| --------------- | ------------- | -------------------------------------- | ------------- | ----------------- | ------------------- | ------------------------- | ------------------------- |
| 13.–22. Februar | Delray Beach  | Delray Beach Open by The Venetian      | Hartplatz     | Andy Roddick      | Jan-Michael Gambill | Aaron Krickstein          | Goran Ivanišević          |
| 11.–14. März    | Stockholm     | Kings of Tennis by Index International | Hartplatz (i) | Thomas Enqvist    | Stefan Edberg       | Carlos Moyá               | Henri Leconte             |
| 14.–17. August  | Knokke-Heist  | The Optima Open                        | Hartplatz     | Xavier Malisse    | Fabrice Santoro     | Pat Cash & Henri Leconte2 | Pat Cash & Henri Leconte2 |
| 17.–18. Oktober | Genua/Mailand | La Grande Sfida                        |               | Goran Ivanišević  | Ivan Lendl          | John McEnroe              |                           |
| 3.–7. Dezember  | London        | Statoil Masters Tennis                 |               | Fernando González | Andy Roddick        |                           |                           |

- 1 Das Kürzel „(i)“ (= indoor) bedeutet, dass das betreffende Turnier in einer Halle ausgetragen wird.
- 2 Das Spiel um den dritten Platz wurde nicht ausgetragen, jeder Spieler erhielt 175 Punkte für die Rangliste.

## Rangliste
| 1.  | Goran Ivanišević    | Kroatien               | 725 |        |
| 2.  | Andy Roddick        | Vereinigte Staaten     | 700 |        |
| 3.  | Xavier Malisse      | Belgien                | 575 |        |
| 4.  | Thomas Enqvist      | Schweden               | 480 |        |
| 5.  | Fernando González   | Chile                  | 400 | London |
| 6.  | Stefan Edberg       | Schweden               | 300 |        |
| 6.  | Jan-Michael Gambill | Australien             | 300 |        |
| 6.  | Ivan Lendl          | Vereinigte Staaten     | 300 |        |
| 6.  | Fabrice Santoro     | Frankreich             | 300 |        |
| 10. | Henri Leconte       | Frankreich             | 230 |        |
| 11. | John McEnroe        | Vereinigte Staaten     | 200 |        |
| 11. | Carlos Moyá         | Spanien                | 200 |        |
| 11. | Aaron Krickstein    | Vereinigte Staaten     | 200 |        |
| 14. | Tim Henman          | Vereinigtes Königreich | 175 |        |
| 14. | Greg Rusedski       | Vereinigtes Königreich | 175 |        |
| 16. | Mats Wilander       | Schweden               | 160 |        |
| 17. | Michael Chang       | Vereinigte Staaten     | 150 |        |
| 18. | Mikael Pernfors     | Schweden               | 80  |        |
| 18. | Sergi Bruguera      | Spanien                | 80  |        |
| 18. | Marcelo Ríos        | Chile                  | 80  |        |
| 18. | Pat Cash            | Australien             | 80  |        |

### Punkte-Aufschlüsselung
| Sieg     | Finale   | Dritter  | Vierter  | Viertelfinale |
| -------- | -------- | -------- | -------- | ------------- |
| 400 Pkt. | 300 Pkt. | 200 Pkt. | 150 Pkt. | 80 Pkt.       |